# 林肯城堡
林肯城堡（英語：Lincoln Castle）是位於英國英格蘭林肯的一座城堡。林肯城堡由威廉一世修建於11世紀時期，修建在一座羅馬時期要塞的遺跡上。林肯城堡的外形頗為獨特，是英國僅有的兩個擁有兩座人工小山的城堡之一，另一座位於東薩塞克斯郡的劉易斯。林肯城堡在近代曾被用作監獄和法院，是英國保存狀態較好的城堡之一。現在林肯城堡和林肯座堂並為林肯的地標建築。它在一周的大部分時間裡對公眾開放，可以繞著城牆散步，從城牆上可以看到城堡建築群、林肯座堂、城市和周圍的鄉村。城堡內展出的是 1215 年《大憲章》僅存的四個原本之一。這座城堡現在由林肯郡議會所有，是在冊古蹟。

## 歷史

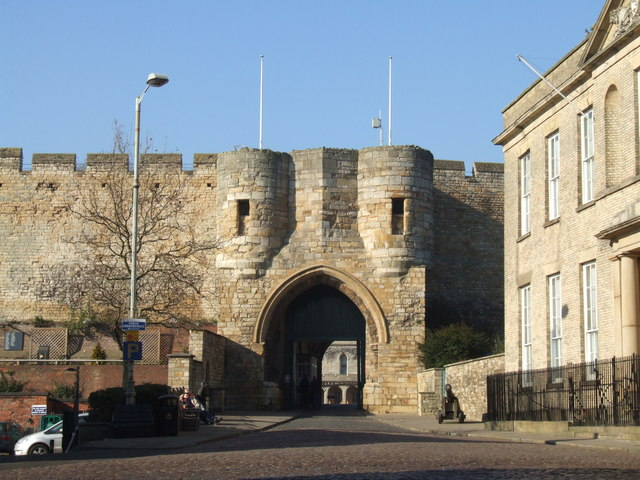
東門外觀

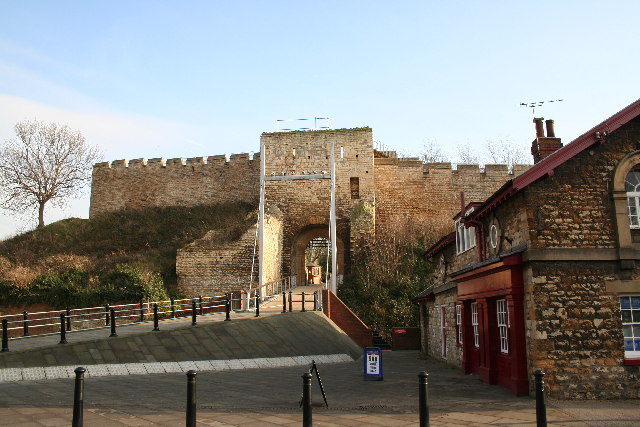
西門外觀，重建於1230年代。它被封鎖了幾個世紀，直到1992年才重新開放。

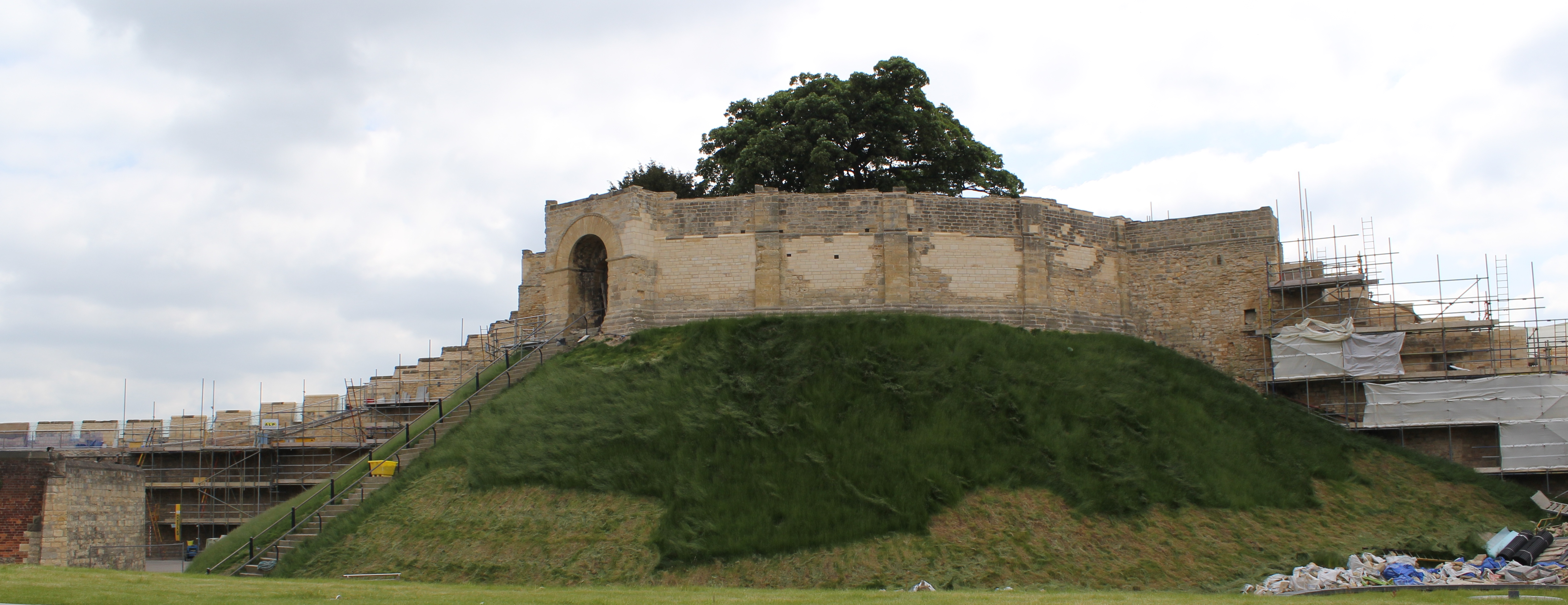
2013 年的露西塔，當時城堡正在進行翻修計畫。

### 早期歷史
1066年10月14日，征服者威廉在黑斯廷斯之戰中擊敗哈羅德·戈德溫森率領的英格蘭軍隊後，他在英格蘭北部的統治仍面臨持續的抵抗。多年來，威廉的地位岌岌可危。為了將自己的影響力向北擴展，以控制丹麥區（該地區曾一度由斯堪的納維亞定居者控制）的人民，他在英格蘭北部和中部地區建造了許多重要的城堡，包括位於劍橋、亨廷登、林肯、諾丁漢、華威和約克的城堡。
當威廉抵達林肯（該國主要定居點之一）時，他發現了一個維京人的商業和貿易中心，人口約6000至8000人。林杜姆科洛尼亞（Lindum Colonia，林肯名稱的由來）古羅馬城牆堡壘遺址，位於其南面和西面鄉村60米（200英尺）高處，是建造新城堡的理想戰略位置。林肯也是以下幾條路線的重要戰略樞紐（這些路線在很大程度上影響了羅馬堡壘的選址）：
- 厄米恩街（Ermine Street）－一條主要的羅馬道路和英格蘭的主要南北路線，連接倫敦和約克。
- 福斯路（Fosse Way）－另一條重要的羅馬路線，連接林肯與萊斯特市和英格蘭西南部。
- 特倫特河谷（位於西部和西南部）是一條通往烏茲河的主要河流，因此也是約克主要城市的入口。
- 威瑟姆河（River Witham）－一條連接特倫特河（經托克西的福斯戴克羅馬運河）和北海（經沃什灣）的水道。
- 林肯郡丘陵—位於林肯東北部的一片高地，俯瞰遠處的林肯郡沼澤。

這裡的城堡可以守衛幾條主要的戰略路線，並構成諾曼王國在前麥西亞王國（大致是今天被稱為東米德蘭的地區）的要塞網絡的一部分，以控制該國的內部。
1086年的《末日審判書》直接記錄了英格蘭的48座城堡，其中兩座位於林肯郡，其中一座位於林肯市。在既有定居點內建造城堡有時意味著必須拆除現有建築：在《末日審判書》中記錄的城堡中，有13座提到為了建造城堡而拆除了部分房產。在林肯市，為了清理城堡的建造區域，166座「空置住宅」被拆除。
新防禦工事於 1068 年完工。起初可能建造了一座木製主樓，後來被更堅固的石製主樓所取代。林肯城堡非常獨特，擁有兩座土丘，這種設計僅存的另一個例子是在劉易斯。在南面，羅馬城牆矗立在陡坡的邊緣，城牆被保留下來，一部分作為帷幕牆，一部分作為護堤，保護土丘。在西面，地面更平坦，羅馬城牆被埋在土牆內，並向上延伸形成諾曼城堡的城牆。羅馬城牆西門（與城堡西門位於同一地點）於 19 世紀被挖掘出來，但在暴露於空氣中後開始坍塌，因此被重新掩埋。
1141 年 2 月 2 日，第一次林肯戰役爆發，斯蒂芬國王與瑪蒂爾達皇后為爭奪英格蘭君主地位展開鬥爭，這座城堡成為了戰役的焦點。遺址上建造了一座新塔，名為露西塔。

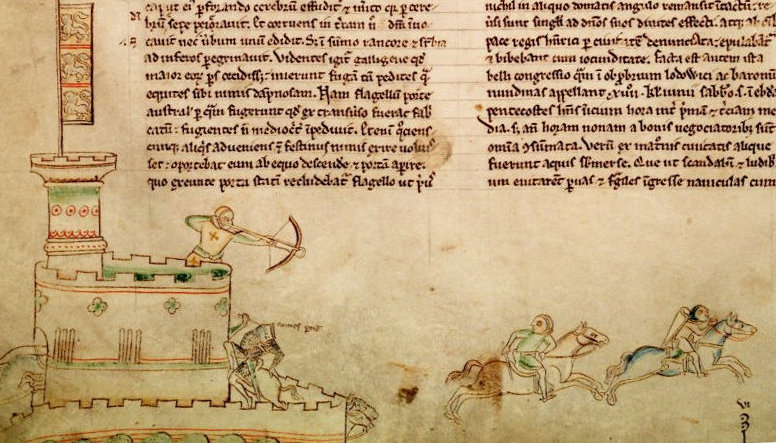
林肯城堡（左），第二次林肯戰役期間，由馬修·帕里斯繪製。左側橫幅上可見英格蘭皇家徽章上的三隻獅子。

1217年5月20日，在第一次男爵戰爭期間，英格蘭國王亨利三世統治時期，林肯城堡在第二次林肯戰役之前再次遭到圍攻。這是1215年6月15日《大憲章》簽署後的政治鬥爭時期。此後，林肯城堡的西門和東門上各建造了一個甕城。1375年，一位名叫阿加莎·洛弗爾（Agatha Lovel）的人——她是謀殺其主人威廉·德·坎蒂盧佩（William de Cantilupe）爵士的“臭名昭著的嫌疑犯”——原本被關押在林肯城堡等待審判，後通過賄賂城堡內的獄吏而得以逃獄，逃避了法律制裁。執達吏托馬斯·索恩豪（Thomas Thornhaugh）和約翰·貝特（John Bate）後來因允許阿加莎逃脫法律制裁而被捕並受審，但他們最後要麼被赦免，要麼被無罪釋放。

### 後來的歷史
與諾維奇和其他地方一樣，這座城堡曾被用作設立監獄的安全場所。林肯的監獄建於1787年，並於1847年擴建－1787年的總督府和1847年監獄現已被列II*級登錄建築。舊監獄是一座三層石砌建築，共有15個隔間，並透過一座單層的監獄教堂與18世紀的總督府相連。
被監禁的債務人被允許進行一些社交活動，但根據單獨監禁制度，罪犯的監禁制度被設計為隔離監禁。因此，監獄教堂的座位設計將每個囚犯單獨圍起來，這樣牧師可以看到每個人，但每個人只能看到自己。到1878年，該制度被推翻，囚犯被轉移到林肯東郊的新監獄。城堡裡的監獄一直閒置，直到林肯郡檔案館被安置在它的牢房裡。
19世紀的劊子手威廉·馬伍德（William Marwood）在林肯執行了他的第一個死刑。他採用了長距墜落式絞刑，這種絞刑旨在折斷受害者的脖子，而不是勒死他。 1872年，他處決了弗雷德·霍里（Fred Horry）。直到1868年，囚犯們仍被公開絞死在幕牆東北角的壁塔上，俯瞰上城區。
監獄的部分區域作為博物館開放，包括 19 世紀的小教堂，據稱它是世界上唯一一座為分離式系統（每個座位都是封閉的）設計的教堂。該監獄曾被用作拍攝地，例如ITV電視連續劇《唐頓莊園》的拍攝地。
2012年，為期三年的「林肯城堡揭秘」翻修計畫在林肯城堡啟動。工程內容包括新建一個展覽中心，用於展示林肯的《大憲章》原件，建造遊客設施，並向公眾開放城堡內的部分監獄。該項目於2015年4月完工，適逢《大憲章》訂立800週年。林肯城堡的《大憲章》是現存四份原件之一，由約翰國王於1215年在蘭尼米德會見眾男爵後簽署。同時，城堡內也設有展覽，闡述《大憲章》的起源及其深遠影響。

## 佈局和架構
林肯城堡由一道石砌幕牆環繞，除南面外，四面均有溝渠。從早期開始，環繞城堡的外牆就用石頭建造，其歷史可追溯到1115年之前。在南側，城牆被兩座被稱為「土墩」的土丘打斷。一座位於東南角，可能是征服者威廉時期城堡的原始特徵，另一座位於西南角。一座方形塔樓，即瞭望塔，矗立在第一個土丘之上，高聳於外牆之上，俯瞰林肯城。第二個土丘的頂部是“露西塔”，它可能建於12世紀，以切斯特伯爵夫人博林布魯克的露西（Lucy of Bolingbroke，死於約1136-38年）命名。
庭院裡還保留著林肯的埃莉諾十字架的遺跡、從薩頓大廳搬來並安裝在正門上的凸窗，以及鄧斯頓柱上的喬治三世半身像。
城堡遺址西側有一座爬滿常春藤的建築，建於1823年，當時用作巡迴法庭。如今，它仍被用作林肯皇室法院。

## 其他防禦結構
林肯的其他中世紀防禦工事曾被記錄下來，但現已不存：
- 在城堡西側，草坪所在的地方，曾經矗立著一組土堤，它們可能與某次圍攻有關。
- 桑蓋特城堡（Thorngate）曾矗立在河邊，構成城牆的東南角。它建於1141年，但於1151年被拆除[22][23]。

## 相片

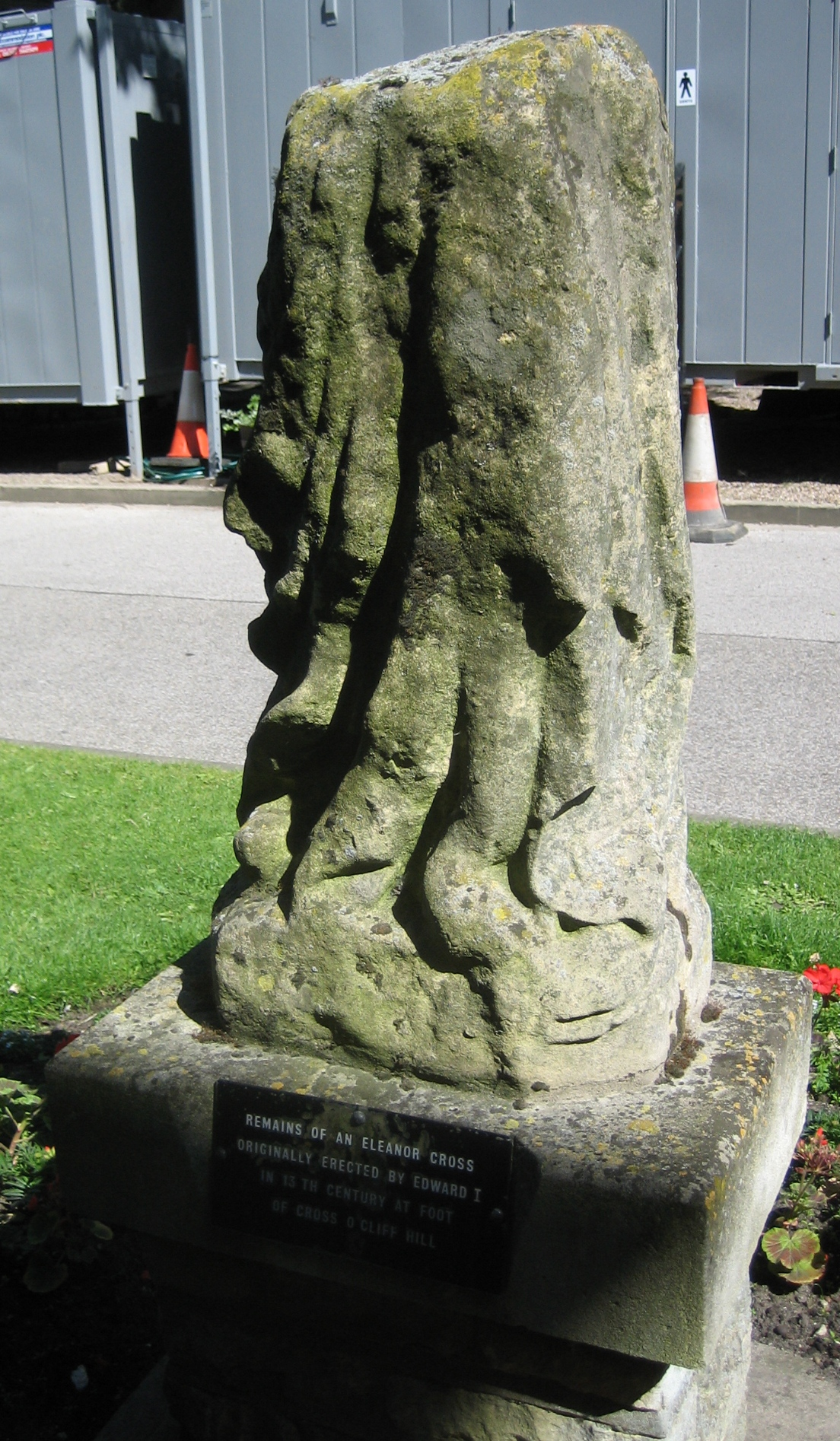
林肯的埃莉諾十字架殘骸
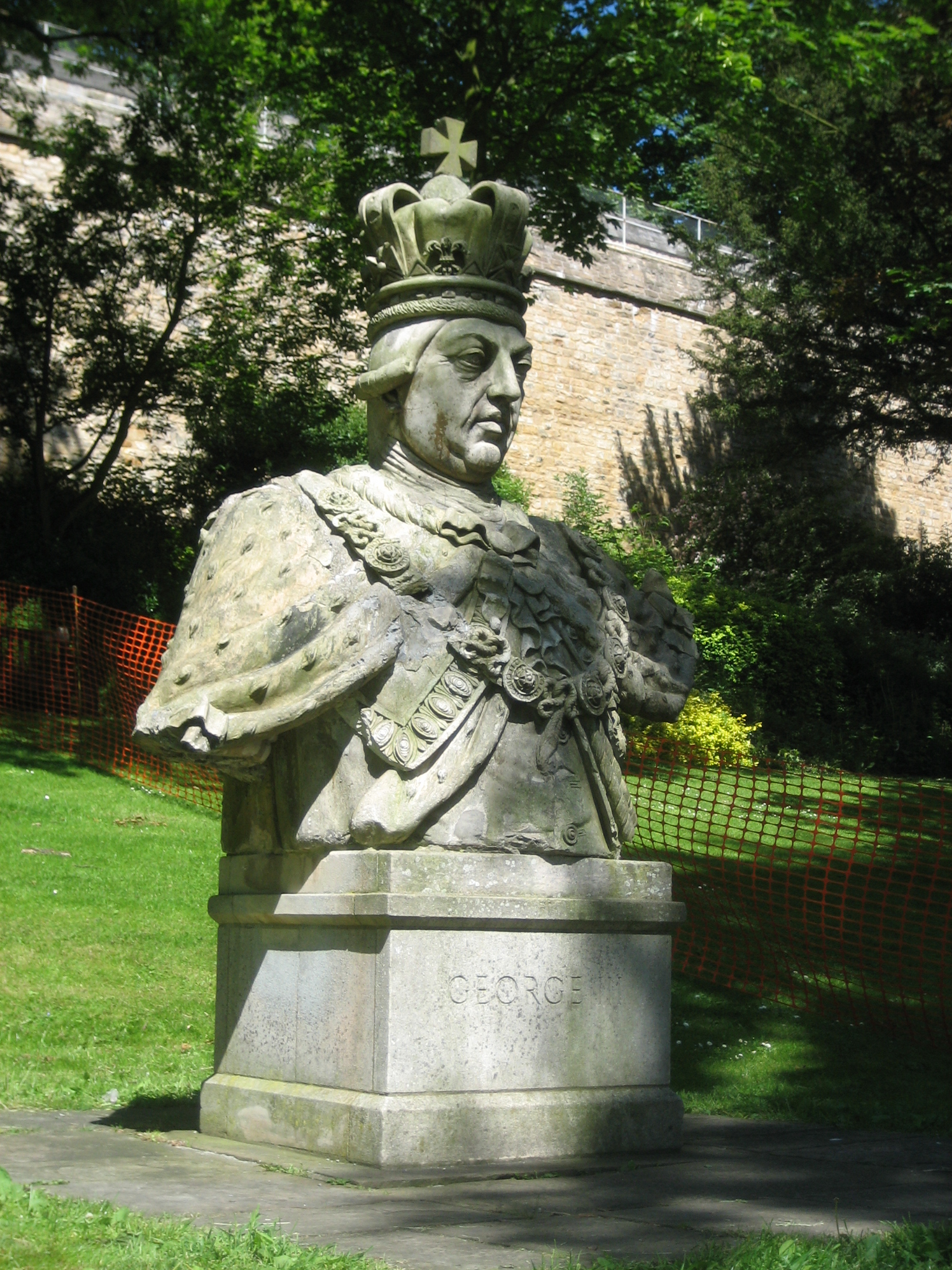
來自林肯南邊的鄧斯頓柱上的喬治三世科德石半身像
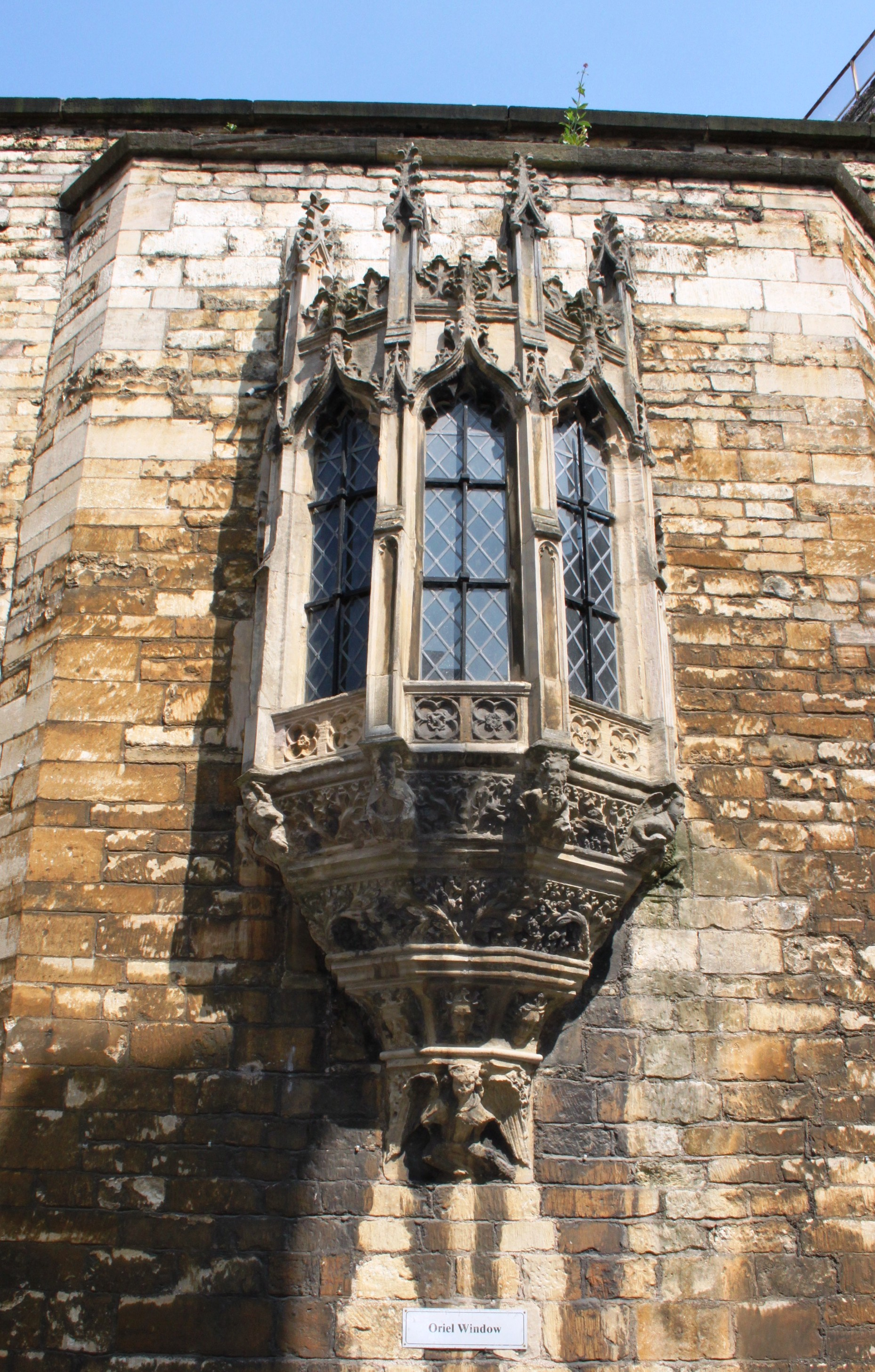
門樓上的凸窗， 1849 年從林肯的岡特的約翰宮搬來

## 外部連結
- Official site （页面存档备份，存于）
- Gatehouse Gazetter: a bibliography of sources relating to Lincoln Castle with links to aerial photographs, maps, and the Lincolnshire HER （页面存档备份，存于）